# 라프츠역
라프츠역(독일어: Bahnhof Rafz)은 스위스 취리히주의 라프츠에 있는 기차역이다. 이 역은 스위스 취리히와 샤프하우젠 사이의 경로에서 국제 국경을 두 번 건너는 스위스 연방 철도의 에글리자우에서 노이하우젠까지의 노선에 있다. 역은 SBB에서 운영하고 취리히 S-반 노선 S9가 운행하며, 취리히와 라프츠 사이에 30분 간격으로 운행한다. 대체 열차는 샤프하우젠까지 계속 운행한다. 2015년 후반에 시간표가 개정되기 전, 이 역은 취리히에서 S-반 노선 S5와 뷜라흐와 샤프하우젠 사이의 S22 중간 정류장으로 뷜라흐에서 예슈테튼까지 축소되었다. 결국 그것은 더 이상 ZVV의 관할권에 속하지 않게 되었다.

## 세관
다음 역이 독일에 있는 로트슈테튼인 만큼, 라프츠는 독일에서 오는 승객들을 위한 국경역이다. 세관 검사는 기차와 라프츠역에서 스위스 공무원이 수행할 수 있다. 스위스가 2008년 솅겐 지역에 합류하면서 체계적인 여권 심사가 폐지되었다.

## 라프츠 차량 충돌
2015년 2월 20일, 역에서 두 대의 열차가 충돌했다. 충돌은 대략 오전 6시 43분에 발생했다. S-반과 인터레기오 급행열차가 충돌했다.
추돌은 늦게 달리던 인터레기오 열차가 멈추지 않고 라츠를 통과하면서 발생했다. S-반 열차는 예슈테텐으로 출발했고, S-반 열차 뒤에서 인터레기오 열차가 오는 것과 측면 충돌이 발생했다. 급행열차는 부분적으로 탈선했지만, 커플링은 유지되었고 객차는 전복되지 않았다. S-반 열차는 Class 514 전기 다중 장치 514 046-2에 의해 운영되었다. 인터레기오 열차는 Class 460 전기 기관차 No. 460 087-0으로 견인되었다.
특급열차 운전자(49)가 중상을 입어 헬리콥터로 병원으로 공수되었다. 병원 치료가 필요한 부상이 5건 더 있었다.
스위스 교통안전조사위원회는 사고 조사에 착수했다.